# 原口正宏
原口 正宏（はらぐち まさひろ、1962年 - ）は、東京都出身の男性フリーライター、編集者、アニメーション研究家。
東京工芸大学講師、東映アニメーション研究所講師、日本アニメーション協会会員、日本アニメーション学会会員、リスト制作委員会代表。通称データ原口。妻はイラストレーターの道原しょう子。

## 概要
1980年代より日本の商業テレビアニメーションの歴史の研究の第一人者として活躍する。作品のクレジット確認に加え、現存する資料の確認、スタッフへの取材などを通じて、商業アニメの基礎資料の発掘と整備に尽力。
1979年に戸山高校漫画研究部で自主制作セルアニメを作成。1981年に早稲田大学第一文学部に入学して早稲田大学アニメーション同好会に所属し、在学中に「リスト制作委員会」を開始して1983年から1985年までのテレビアニメのスタッフなど放映の記録をまとめた同人誌である「リスト '83 」と「リスト '84 」を刊行した。
これがアニメ雑誌『アニメージュ』編集部に認められ、毎月のスタッフを記録した『パーフェクトデータ』を1985年より担当して、2000年代に至るまで20年以上継続。1988年にはテレビアニメの歴史をデータとしてまとめた単行本『TVアニメ25年史』を中心となって編纂した。ライターとしてアニメーション関係の記事を執筆、レーザーディスクやDVDソフトのマニア向け解説書の編集なども行う。

## 作品

### 同人誌
- 『リスト '83』編集長 原口正宏、発行 リスト制作委員会 他、1984年8月
- 『リスト '84』編集長 原口正宏、発行 リスト制作委員会 他、1985年8月

### 関連書籍
- 『TVアニメ25年史』アニメージュ編集部編、徳間書店、1988年[2]
- 『劇場アニメ70年史』アニメージュ編集部編、徳間書店、1993年
- 『タツノコプロインサイダーズ』著 原口正宏・長尾けんじ・赤星政尚、講談社、2002年[3]
- 『アニメ産業レポート2015 別冊付録「2014年アニメ全作品 年間パーフェクト・データ」』編集 リスト制作委員会、 発行 日本動画協会、2015年[4]